# Jorge Furtado
Pour les articles homonymes, voir Furtado.
Jorge Furtado, né le 9 juin 1959, à Porto Alegre, est un scénariste et un réalisateur brésilien.
Il s'est illustré sur divers formats tels que la série télévisée et le long-métrage, mais son film le plus diffusé hors du Brésil et le plus célèbre est sans doute le court métrage L'Île aux fleurs (Ilha das Flores, 1989), qui a été récompensé d'un ours d'argent au festival international du film de Berlin, de neuf prix au Festival de Gramado et du prix du public au Festival international du court-métrage de Clermont-Ferrand.

## Biographie
Après avoir exercé divers métiers (journaliste, plasticien), il s’oriente vers le cinéma dès le début des années 1980. Il est le cofondateur, en 1987, de la Casa de Cinema qui redonne un véritable nouveau souffle à la création indépendante brésilienne. Entre  documentaire et films essais, Furtado a développé un style et une écriture qui lui sont particuliers : montage d’éléments hétérogènes, lyrisme des films, dysnarration, mélange des écritures filmiques.
Il s'est illustré dans divers genres tels que la série télévisée et le long-métrage, mais son film le plus diffusé hors du Brésil, et le plus célèbre, est sans doute le court-métrage L'Île aux fleurs (Ilha das Flores, 1989), qui a été récompensé d'un Ours d'argent au Festival international du film de Berlin, de neuf prix au Festival de Gramado et du prix du public au Festival international du court-métrage de Clermont-Ferrand. Jorge Furdato est aussi professeur d’université.
Selon Sylvie Delpech, « le mélange de la fiction au documentaire, caractéristique de tous ses films, signe une volonté de transmettre de manière originale une idée, une conception cinématographique, une histoire ou une revendication politique au spectateur ». Elle cite ainsi les exemples suivants : « dans L'Île aux fleurs, il éveille sa conscience sur des sujets sérieux comme la pauvreté au Brésil et le traitement des déchets à Porto Alegre ; dans Ce n’est pas votre vie et Barbosa, il montre une personnalité pour en découvrir sa force mais aussi ses faiblesses ; dans Le Sandwich, entre autres, il met à mal la représentation filmique traditionnelle et dans Dorival, il signe un engagement politique, qui sous-tend une grande partie de ses films ». Elle explique que, « souvent motivé par des injustices et des conflits sociaux, Jorge Furtado filme ces failles de l’ordre établi » et que « son regard acéré de cinéaste sert son discours politique d’être humain vivant au sein d’une société absurde ».

## Filmographie

### Comme réalisateur

#### Courts métrages
- 1989 : L'Île aux fleurs (Ilha das Flores)
- 2000 : Le Sandwich (O sanduíche)

#### Longs métrages de fiction
- 2003 : L'Homme qui photocopiait (O Homem que copiava)
- 2004 : Mon oncle a tué un type (Meu Tio Matou um Cara)

### Comme scénariste
Hormis ses propres réalisations, Jorge Furtado a écrit des scénarios pour d'autres.
- 2002-2005 : La Cité des hommes  (série télévisée) - 3 épisodes

## Distinctions
- Berlinale 1990 : Ours d'argent du court métrage pour L'Île aux fleurs
- Festival international du court-métrage de Clermont-Ferrand 1991 : prix du public pour L'Île aux fleurs